# Laurence Boissier
Pour les articles homonymes, voir Boissier.
Laurence Boissier, née en 1965 à Genève et morte le 7 janvier 2022 dans la même ville, est une artiste et auteure suisse d'expression française lauréate du prix suisse de littérature 2017.

## Biographie
Laurence Boissier étudie l’architecture d'intérieur à l’École des arts décoratifs de Genève (CFC). Elle travaille ensuite pendant deux ans comme déléguée du CICR, visiteuse de prisons en Serbie puis en Afrique du Sud. Durant une dizaine d’année, elle travaille pour le canton de Genève comme ingénieure en physique du bâtiment.
Laurence Boissier étudie ensuite à la Haute école d'art et de design de Genève et termine son bachelor en option art/action en 2009. Elle est auteure de plusieurs recueils de textes et d'un roman d'une écriture concise où des milieux conventionnels sont déréglés par un grand sens du cocasse,. Elle est membre depuis 2011 du collectif d'auteurs et de musiciens romands et alémaniques Bern ist überall. Laurence Boissier a vécu et travaillé à Genève.
Elle décède dans cette ville le 7 janvier 2022, à l'âge de 56 ans, des suites d'une « maladie fulgurante ».

## Publications
- Le déferlante du roman policier juridique anglo-saxon., in Revue Temps Noir, numéro 8, 2004,  (ISBN 978-2910686413)
- Projet de salon pour Madame B., Lausanne, art&fiction, 2010, 30 p. (ISBN 978-2-940377-32-9)
- Noces, Ripopée, 2010, 20 p.
- Cahier des charges, Genève, D'autre Part, 2011, 132 p. (ISBN 978-2-940350-27-8)
- Inventaire des lieux, Lausanne, art&fiction, coll. « Re:Pacific », 2015, 120 p. (ISBN 978-2-940570-02-7, présentation en ligne)
- « Le maillot de bain orange », Le Courrier,‎ 11 janvier 2016, p. 12 (lire en ligne)
- Inventaire des lieux, Lausanne, art&fiction, coll. « Re:Pacific », 2017, 144 p. (ISBN 978-2-940570-22-5, présentation en ligne)Deuxième édition revue et augmentée
- Rentrée des classes, Lausanne, art&fiction, coll. « ShushLarry », 2017, 256 p. (ISBN 978-2-940570-29-4, présentation en ligne)Prix des lecteurs de la Ville de Lausanne et Prix Pittard de l'Andelyn 2018
- Safari, Lausanne, art&fiction, 2019, 256 p. (ISBN 978-2-940570-62-1, présentation en ligne)
- Histoire d'un soulèvement, Lausanne, art&fiction, coll. « ShushLarry », 2020, 248 p. (ISBN 978-2-940570-90-4, présentation en ligne)
- Londres 13h30, 2025, Éditions art & fiction,  (ISBN 978-2889640836) présentation en ligne Julien Burri in Le Temps 10.01.2025 : "Oublié dans une cave pendant dix-sept ans, le premier roman de Laurence Boissier, «Londres 13h30», paraît aujourd’hui"

## Distinctions
- 2009 : Bourse Nouvel auteur de la ville et du canton de Genève[9]
- 2009 : Prix Studer/Ganz en Suisse romande[10]
- 2017 : Prix suisse de littérature pour Inventaire des lieux, art&fiction, éditions d’artistes, 2015[2],[11]
- 2018 : Prix des lecteurs de la Ville de Lausanne pour Rentrée des classes, art&fiction, éditions d’artistes, 2017
- 2018 : Prix Pittard de l'Andelyn pour Rentrée des classes, art&fiction, éditions d’artistes, 2017[12]